# Wanted Dead or Alive (álbum)
Wanted Dead or Alive es el tercer álbum de estudio del músico estadounidense David Bromberg. Fue publicado el 7 de enero de 1974 a través de Columbia Records.

## Recepción de la crítica
Un escritor no especificado de la revista Cash Box describió Wanted Dead or Alive como “un estallido de risas constantes por un lado y un paquete musical cuidadosamente producido por el otro”. Un escritor no especificado de la revista Billboard indicó que Wanted Dead or Alive “captura todo el ingenio, la alegría y la maestría musical del folk que se encuentran en sus apariciones en vivo”.

## Lista de canciones
Todas las canciones escritas y compuestas por David Bromberg, excepto donde esta anotado. 
| Lado uno |                                          |          |  |
| N.º      | Título                                   | Duración |  |
| 1.       | «The Holdup» (Bromberg, George Harrison) | 3:03     |  |
| 2.       | «Someone Else's Blues»                   | 8:00     |  |
| 3.       | «Danger Man»                             | 3:05     |  |
| 4.       | «The Main Street Moan»                   | 5:13     |  |

| Lado dos |                                                                                            |          |  |
| N.º      | Título                                                                                     | Duración |  |
| 1.       | «Send Me to the 'Lectric Chair» (George Brooks)                                            | 4:52     |  |
| 2.       | «Medley: I. «Statesboro Blues» (Blind Willie McTell) II. «Church Bell Blues» (Luke Jordan) | 5:08     |  |
| 3.       | «Wallflower» (Bob Dylan)                                                                   | 2:57     |  |
| 4.       | «Kansas City» (Jerry Leiber, Mike Stoller)                                                 | 3:57     |  |
| 5.       | «The New Lee Highway Blues»                                                                | 5:40     |  |

## Créditos y personal
Créditos adaptados desde las notas de álbum de Wanted Dead or Alive.
Músicos
- David Bromberg – voz principal, guitarra acústica y eléctrica
- Steve Burgh – bajo eléctrico
- Peter Ecklund – trompeta, melófono
- Joe Ferguson – saxofón alto y barítono
- Hungria Garcia – timbales
- Jerry Garcia – guitarra acústica y eléctrica
- Keith Godchaux – piano
- Jeff Gutcheon – piano
- Bill Kreutzmann – batería
- Phil Lesh – bajo eléctrico
- Tony Markellis – bajo eléctrico
- Steve Mosley – batería
- John Payne – flauta alto, clarinete bajo, saxofón tenor
- Neil Rossi – violín tradicional
- Andy Statman – mandolina, saxofón tenor
- Jay Ungar – violín tradicional
- Winnie Winston – banjo
- Jack Lee – coros
- Andy McMahon – coros
- Tracy Nelson – coros
- The Sweet Inspirations – coros

Personal técnico
- David Bromberg – productor
- George Eichen – coordinador
- Peter Ecklund – arreglos (3, 8)
- David Brown – ingeniero de audio (1–4)
- Buddy Granam – ingeniero de audio (5–9)
- Jerry Smith – ingeniero de audio (5–9)
- Pete Weiss – ingeniero de audio (5–9)
- Frank Laico – ingeniero de audio (5–9)
- Louis Waxman – grabador de cinta
- Lehman Yates – grabador de cinta
- Tim Geelan – mezclas
- Jack Ashkinazy – masterización

Diseño
- Jim McGuire – fotografía
- Tony Markelis – concepto de portada
- Karen Lee Grant – diseño de portada

## Posicionamiento
| Gráfica (1974)                            | Pico de posición |
| ----------------------------------------- | ---------------- |
| Estados Unidos (Billboard Top LPs & Tape) | 167              |